# Grad Luknja
Luknja (nemško Luegg) je grad, katerega ruševine se nahajajo pod skalnim previsom Lukenjske gore, nad izvirom rečice Prečna v Prečni pri Novem mestu.

## Zgodovina gradu
Grad Luknja je v pisnih virih kot das Luegg prvič omenjen leta 1351, pozidali pa naj bi ga že v 13. stoletju vitezi Predjamski (Lueggerji). Leta 1484, po smrti Erazma Predjamskega je grad pripadel Habsburžanom, ki so ga imeli do 1494.
Cesar Maksimilijan I. Habsburški je leta 1494 podaril gospostvo Luknjo Frideriku pl. Gallenbergu,   in pripadniki rodbine pl. Gallenbergov  so bili lastniki gradu Luknja še v 16. stoletju. Leta 1545 ga podeduje rodbina Gallov pl. Gallensteinov (Bernardin Gall pl. Gallenstein), ki ga je imela v posesti do 1618. Tako se leta 1563 in 1566 omenja Bernardinov nečak Krištof, njegova vdova Helena, rojena pl. Wildenstein, ki je gospostvo leta 1582 izročila sinu Francu, ki je že pred smrtjo 1614 predal drugim članom družine. Sledila sta mu Danijel, sin Janeza Adama Galla s Šentjurske gore,  ter tega sin Jurij Andrej. Med letoma 1618 in 1624 je bil njegov zakupnik Vid Jakob pl. Egkh. Leta 1624  grad in gospostvo z dedovanjem preide skoraj za 200 let (od 1624 - 1813) v posest grofov Barbo Wachsenstein. Janez Jurij Maksimilijan grof Barbo z Moravč je podedoval gospostvo Luknjo po svoji mami Katarini, hčerki Maksimilijana Galla z Rožeka in ga postopoma 1646, 1647 in 1649 prodal Francu Gašperju baronu Brennerju.  Slednji je gospostvo prepustil svoji hčeri Kristini Mariji, ki je bila poročena z Maksimilijanom Valerijem Barbom iz Rakovnika, bratom Jurija Maksimilijana. konec 17. stoletja pa so bili lastniki gradu in gospostva Herbersteini, saj ga je Marija Felicita grofica Herberstein leta 1711 kot lastnica prodala Sigfridu Baltazarju grofu Gallenbergu. Grof Jožef Viljem Barbo (vnuk Maksimilijana Valerija) je leta 1738 ponovno odkupil posest Luknja in jo zapustil sinu Evgenu, ki je nastopil dediščino leta 1786. Evgen ni imel otrok in je za dediča določil Vincenca barona Schweigerja pl. Lerchenfelda. Oporoka je bila izvršena leta 1813. Baron Schweiger je leta 1827 posest prodal Antonu pl. Fichtenauu, ki mu je leta 1854 sledil sin Avgust. Ta je leta 1860 umrl brez potomcev in je posest pripadla Idi pl. Langer, rojeni Fichtenau. Od nje je grad leta 1876 kupil Franc Anton Langer pl. Podgorski, in ga 1883 prodal Alojziju Schieblu iz Šlezije. Njegova žena Amalija pa je leta 1896 naredila menjavo posesti z Adolfom grofom Thurnom-Valsassina. Rodbina Thurn-Valsassina je bila lastnica v letih 1896 - 1904. Decembra leta 1912 je grad odkupila Ljudska posojilnica v Ljubljani, od katere ga je nato odkupil novomeški trgovec Franc Seidl, ki je bil lastnik gradu do druge svetovne vojne. Zaradi davka na strehe po prvi svetovni vojni je lastnik streho razkril in grad prepustil propadanju.
Grajske razvaline so danes še dokaj dobro ohranjene, iz njih pa je razvidna prvotna stolpasta stavba pravokotnega tlorisa. Delno so ohranjeni tudi  ostanki obrambnih stolpov. Dostop do razvalin je možen po gozdni pešpoti. V bližini stoji Marof, ohranjena pristava gradu Luknja.